# Helmut Metzner (Pflanzenphysiologe)
Helmut Metzner (* 15. September 1925 in Osnabrück; † 20. September 1999 in Tübingen) war ein deutscher Pflanzenphysiologe und Universitätsprofessor.

## Leben und Wirken
Metzner studierte an den Universitäten Münster und Göttingen Biologie, Physik und Physikalische Chemie. Sein Studium schloss er 1950 mit einer Dissertation zum Thema „Elektrochemische Messungen an ungereizten Pflanzenzellen“ ab. Nach einem Forschungsaufenthalt 1952 in Berkeley, Kalifornien, bei Melvin Calvin arbeitete er als Assistent am Botanischen Institut der Westfälischen Wilhelms-Universität in Münster, wo er sich mit der Erforschung der Chloroplasten beschäftigte. Nach Arbeiten an der Universität Göttingen habilitierte er sich dort mit Untersuchungen über „Veränderung der Blattproteine bei photoperiodischer Induktion“.
1961 erhielt Metzner einen Ruf an die Universität Tübingen, wo er 1964 Gründungsdirektor des Instituts für Chemische Pflanzenphysiologie war. Sein Hauptforschungsgebiet dort war zunächst die Photosynthese. Daneben hat er sich seit 1981 für die Begründung des vom Land Baden-Württemberg und dem Bund geförderten Lehrgangs „Ökologie und ihre biologischen Grundlagen“, engagiert. An diesem berufsbegleitenden Lehrgang nahmen mehr als 6.000 Personen teil. Letztlich führte diese Einrichtung zur Gründung der Europäischen Akademie für Umweltfragen in Tübingen, deren Präsident Metzner bis zu seinem Tod 1999 war.
Zusammen mit Hans Karl Filbinger, Günter Rohrmoser, Heinz Karst und Erich Baumann gründete Metzner 1979 das rechts-konservative Studienzentrum Weikersheim, in dessen Präsidium er bis 1995 mitwirkte.
1995 organisierte Metzner zusammen mit Klimawandelleugnern eine Konferenz, in deren Anschluss die Leipziger Erklärung verbreitet wurde. In dieser wird sowohl der wissenschaftliche Konsens zur treibhausgasbedingten globalen Erwärmung bestritten und zugleich fälschlich behauptet, dass Satellitendaten keinerlei Erderwärmung zeigen würden. Zudem werden darin die Ziele der UN-Klimarahmenkonvention für unrealistisch erklärt.
1993 wurde Metzner emeritiert. 1999 starb er in Tübingen.
Metzner war Herausgeber der Zeitschrift Photobiochemistry and Photophysics und Mitherausgeber der Photosynthetica.

## Ehrungen
- 1977 Ehrendoktorat der Universität Gent
- 1985 Bundesverdienstkreuz
- 1992 Ernennung zum korrespondierenden Mitglied des Collegium Europaeum Jenense
- 1992 Josef-Hlávka-Medaille der tschechoslowakischen Akademie der Wissenschaften